# Eugène Bonnemère
Joseph-Eugène Bonnemère, född den 21 februari 1813 i Saumur, död den 1 november 1893 i Louerre, var en fransk historiker.
Bonnemère var medarbetare i demokratiska tidskrifter och utgav flera värdefulla kulturhistoriska arbeten, som Histoire des paysans 1200–1850 (1856; 2:a upplagan 1874), La France sous Louis XIV (1864), Histoire de la Jacquerie (1873), Hier et aujourd’hui; les habitants des campagnes (1882) med flera.